# 26 v.Chr.

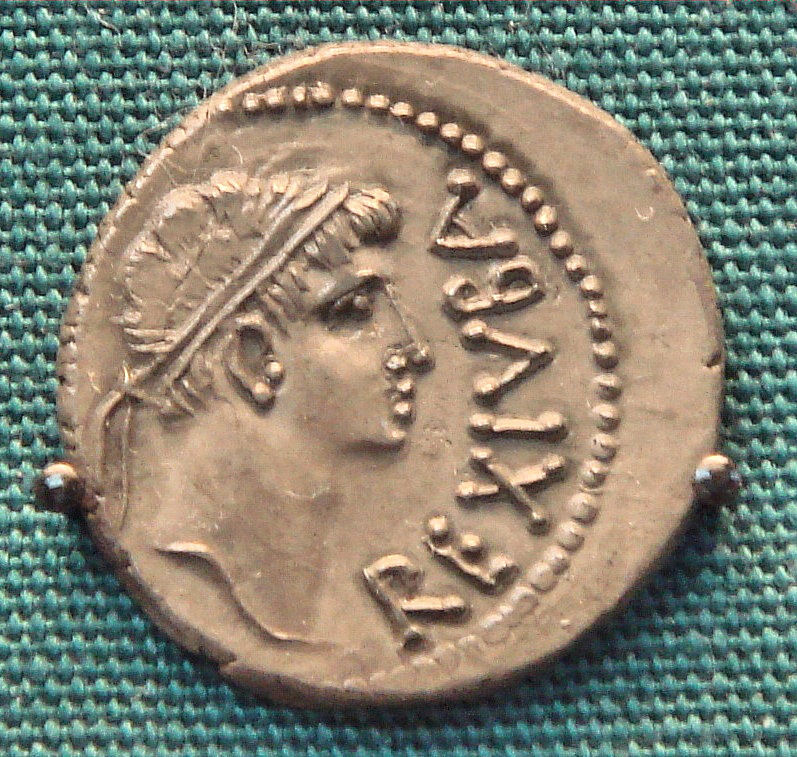
Juba II

Het jaar 26 v.Chr. is een jaartal in de 1e eeuw v.Chr. volgens de christelijke jaartelling.

## Gebeurtenissen

### Italië
- In Rome worden Caesar Augustus en Titus Statilius Taurus, door de Senaat herkozen tot consul van het Imperium Romanum.
- Augustus laat de Tempel van Jupiter restaureren, de tempel is zwaar beschadigd door bliksem en brandschade.

### Europa
- Augustus voert met een Romeins expeditieleger (8 legioen) een veldtocht tegen de Cantabri en vestigt zijn hoofdkwartier in Segisama.

### Egypte
- Gaius Aelius Gallus onderneemt een veldtocht naar Arabia, om in opdracht van keizer Augustus de bevolking te onderwerpen.

### Numidië
- Cleopatra Selena trouwt met Juba II. Hij regeert als vazalkoning over Numidië en stuurt een reisexpeditie naar de Canarische Eilanden.

### Parthië
- Tiridates II (26 - 25 v.Chr.) weet met Romeinse militaire steun Babylonië te veroveren en laat zich tot koning van Parthië uitroepen.

## Overleden
- Gaius Cornelius Gallus (44), Romeins veldheer en dichter